# Conus serranegrae
Conus serranegrae é uma espécie de gastrópode do gênero Conus, pertencente a família Conidae.